# ضريح خضر
ضريح خضر (بالفارسية: آرامگاه خضر) هو ضريح تاريخي يعود إلى القرن التاسع الهجري، ويقع في آمل.